# Nokia
|  | Aquest article tracta sobre l'empresa de telecomunicacions. Si cerqueu la ciutat finesa, vegeu «Nokia (Finlàndia)». |

Nokia (OMX NOK1V, NYSE NOK, FWB NOA3) és una empresa del sector de les telecomunicacions. Amb seu a Keilaniemi (barri d'Espoo), a Finlàndia, és una de les marques europees més conegudes dins i fora de la Unió Europea.
Nokia també produeix infraestructures per mòbils i altres equipaments de telecomunicacions per a aplicacions com la telefonia tradicional per veu, XDSI, accés a Internet per banda ampla, ràdio professional mòbil, Veu per IP, xarxes sense fils i una línia de receptors satèl·lit. Nokia subministra equips de comunicació mòbil per a tot el mercat i utilitzant tots els protocols disponibles, com els protocols GSM, CDMA i UMTS.

## Història

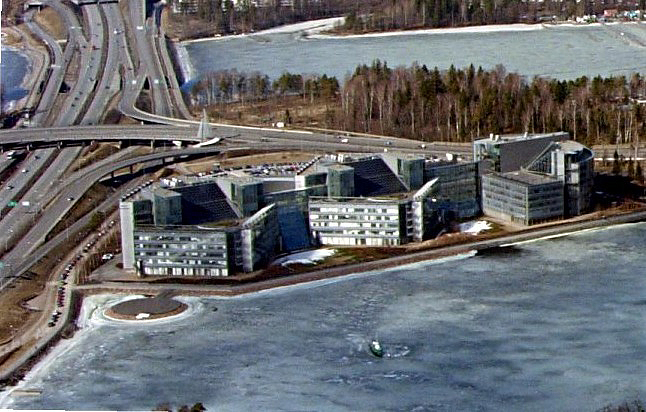
Seu central de Nokia a Espoo.

L'actual Nokia és el resultat de la fusió d'empreses centenàries provinents de diferents sectors de la indústria finesa.

### Cronologia
- 1865, l'enginyer de mines Fredrik Idestam estableix una empresa d'indústria forestal per a la producció de paper en el sud-oest de Finlàndia.
- 1898, l'empresa crea la fàbrica processadora de cautxú Finnish Rubber Works Ltd en la ciutat de Nokia i n'adopta el nom com la seua marca.
- 1912, és fundada la Finnish Cable Works, consagrada a la fabricació de cables per a la indústria del telègraf i la producció de telèfons. Aquesta empresa va ser adquirida per Nokia després del final de la Segona Guerra Mundial
- 1960, es va crear un Departament Electrònic en la fàbrica de cables.
- 1963, Nokia produeix un radiotelèfon.
- 1965, primer processador per als mòdems de dades.
- 1967, Nokia Corporació es va formar oficialment mitjançant la fusió de Nokia Company (el negoci original de fabricació de paper) amb Finnish Rubber Works i Finnish Cable Works.
- 1970s, Nokia desenvolupa el Nokia DX 200, un commutador de xarxa digital (switch) per a centrals telefòniques.
- 1980s, La primera xarxa de telefonia mòbil cel·lular internacional del món, NMT, es va introduir a Escandinàvia el 1981 i Nokia va fabricar per a aquella els primers telèfons d'ús en automòbils.

Nokia va dur a terme l'adquisició de Mobira, *alora, Televa i Luxor de Suècia. El 1987, Nokia va adquirir les operacions de productes electrònics i part dels negocis de components de la German Standard Elektrik Lorenz i la companyia de productes electrònics Oceanic de França. Aquest mateix any produeix el primer portàtil.
Nokia elabora la seua pròpia gamma d'ordinadors personals, de nom Mikromikko, però aquestes operacions van ser venudes més tard a ICL (després a Fujitsu-Siemens).
A la fi d'aquesta dècada Nokia es va convertir en la companyia de tecnologia de la informació escandinava més gran després de l'adquisició de la divisió de sistemes de dades d'Ericsson.
El 1989, Nokia va expandir la seua indústria del cable a Europa adquirint la companyia de cable NKF d'Països Baixos.

### L'era Ollila
Al començament dels anys noranta el lucratiu mercat soviètic s'havia esfondrat, a Finlàndia s'iniciava una recessió profunda i l'estructura directiva de l'empresa travessava una profunda crisi: la divisió electrònica de consum (televisors) tenia pèrdues elevades. Els amos van pensar a vendre l'empresa.
El 1992, Jorma Ollila, llavors president de Nokia Mobile Phones, va ser nomenat director de tot el Grup Nokia. Des de llavors l'empresa s'ha centrat en el seu negoci principal, les telecomunicacions, i ha desinvertit les seves activitats de tecnologia de la informació i operacions industrials bàsiques.
La desregulació dels operadors de telefonia a Finlàndia va obrir la competència en el camp dels equipaments de telecomunicacions, fins a aquell moment controlat pels monopolis nacionals. Per altra banda la tecnologia de comunicació analògica va donar lloc a la digital, i va permetre als operadors oferir un conjunt de nous serveis i expandir el mercat. Finalment, les xarxes paneuropees de GSM introduïdes per la Comissió Europea el 1991 van créixer ràpidament.
El 1998, Bill Gates contactà amb Ollila para plantejar-li la conveniència de crear un sistema operatiu conjunt entre Nokia i Microsoft, destinat a dominar el món de la telefonia com ho havia fet Windows amb el dels PC. El projecte mai no es va iniciar i Ollila va liderar un grup d'empreses format per Nokia, Motorola, Panasonic, Sony Ericsson, Psion i Siemens arran del qual va néixer Symbian.
Al juliol de 2005 Ollila va anunciar que planejava retirar-se de l'empresa al juny de 2006 i passar a exercir la presidència de Royal Dutch Shell PLC.
Aquell mateix estiu Nokia va completar la xifra de 1.000 milions de telèfons mòbils venuts. Des de 1982 l'empresa ha comercialitzat uns 400 models de mòbils.

## Nokia i elprogramari lliure
Symbian va ser el principal sistema operatiu smartphone de Nokia, i el 2010 Nokia (amb col·laboració amb Intel) va presentar el nou sistema operatiu MeeGo, dissenyat per a dispositius mòbils i el 2011 Nokia va signar un acord amb Microsoft per a adoptar Windows Phone, abandonant el desenvolupament de Symbian OS i MeeGo.

## Compra per Microsoft
El 2 de setembre de 2013, Microsoft, fabricant del sistema operatiu Windows Phone que ha impulsat tots els últims productes de telèfons intel·ligents de Nokia, va anunciar que adquiria el negoci de dispositius mòbils de Nokia i la cartera de patents durant 10 anys, un acord per un total de més de 5.440 milions d'euros.